# 中国共产党南乐县委员会
中国共产党南乐县委员会，是中国共产党在南乐县的领导机关。

## 第十三届
中国共产党南乐县第十三届委员会是南乐县在2021年8月27日召开的县第十三届委员会第一次全体会议上以无记名投票选举产生的党委领导层，以刘冰为首。
- 第十三届委员会书记（县委书记）：刘冰
- 第十三届委员会副书记（县委副书记）：邵平、王淑娟
- 第十三届委员会常务委员（县委常委）：王建国、王淑娟、刘冰、杜宗欣、李维、李善戎、杨艳虹、邵平、蒋智敏、鲁法中[1]